# Xinshao
För andra betydelser, se Xinshao (olika betydelser).
Xinshao är ett härad som lyder under Shaoyangs stad på prefekturnivå i Hunan-provinsen i södra Kina.
1. ↑  http://www.geohive.com/cntry/CN-43_ext.aspx